# یواس‌اس فرستون (ای‌پی‌ای-۱۶۷)
یواس‌اس فرستون (ای‌پی‌ای-۱۶۷) (به انگلیسی: USS Freestone (APA-167)) یک کشتی بود که طول آن ۴۵۵ فوت ۰ اینچ (۱۳۸٫۶۸ متر) بود. این کشتی در سال ۱۹۴۴ ساخته شد.